# Cubuy
Cubuy es un barrio ubicado en el municipio de Canóvanas en el Estado Libre Asociado de Puerto Rico. En el Censo de 2010 tenía una población de 1841 habitantes y una densidad poblacional de 152,11 personas por km².

## Geografía
Cubuy se encuentra ubicado en las coordenadas 18°16′30″N 65°51′38″O / 18.27500, -65.86056. Según la Oficina del Censo de los Estados Unidos, Cubuy tiene una superficie total de 12.1 km², que corresponden a tierra firme. 
(Hogar del reconocido Luz Clarita de Parcelas Benítez)

## Demografía
Según el censo de 2010, había 5,894 personas residiendo en Cubuy. La densidad de población era de 152,11 hab./km². De los 1841 habitantes, Cubuy estaba compuesto por el 66.43% blancos, el 14.12%, el 0.65% eran amerindios, el 16.84% eran de otras razas y el 1.96% pertenecían a dos o más razas. Del total de la población el 99.57% eran hispanos o latinos de cualquier raza.